# ІЖ-61
ІЖ-61 — гвинтівка пневматична багатозарядна, є модифікацією гвинтівки ІЖ-60

## Призначення
Гвинтівка призначена для тренувальної стрільби кулями «ДЦ», «ДЦ-М» або іншими, калібру 4,5 мм, які використовуються в пневматичній зброї. Спочатку гвинтівка розроблялася як недорога спортивна, але так і не знайшла свого споживача в цій галузі.
Пневматичну гвинтівку ІЖ-61 калібру 4,5 мм відносять до пружинно-поршневих втидів з нерухомим стволом. Бойову пружину взводять окремим важелем. Ствол сталевий нарізний. Стрільбу з пневматичної гвинтівки ІЖ-61 ведуть тільки кулями. Довжина ствола 450 мм.
Ця є п'ятизарядна гвинтівка з поздовжньо-ковзаючим досилачем. Пневматична гвинтівка ІЖ-61 має ластівчин хвіст з базою 11 мм для установки оптичного і коліматорного прицілів. Цілики простий і діоптричний. Мушка закрита, знімається. Гвинтівка добре прилаштована для навчання стрільбі і тренувань. Хід спускового гачка й зусилля спуску регульовані, від 0,5 до 2,5 кгс. Ложе виконано з пластмаси.
Як стверджують власники, пневматична гвинтівка ІЖ-61 надає 0,5 гр кулі при початковій швидкості близько 132 м/с за нормальних атмосферних умов. Приклад висувний. Мінімальна довжина виробу 790 мм. Маса 2,0 кг. Відмінність цієї пневматичної гвинтівки від ІЖ-60 в тому, що кулі вручну укладають у п'ятизарядний магазин. Також існує шестизарядний варіант магазина. Ширина магазина дозволяє використовувати кулі довжиною до 7 мм. Досилач автоматично подає кулі в казенну частину при зведенні важеля.
Модернізація пневматичної гвинтівки ІЖ-61, як правило, зводиться до використання силіконових або молібденових мастил, поліровці циліндра і поршня, встановлення потужнішої пружини, герметизації досилача, заміні штока поршня на більш важкий, установці напрямної, заміні манжети на шкіряну, доведенню дулової фаски. Все це призводить до підвищення початкової швидкості на 30-40 м/с.